# مغن مؤلف
المغني المؤلف هو كل شخص مهنته أداء الأغاني وتأليفها. ويمكن أن يكتب أغانيه الخاصة أو أغاني الآخرين أيضا. كتابة الأغاني لا تعني فقط كتابة كلمات الأغنية، بل تلحينها أيضا.
وهذه المهنة مشتهرة كثيرا في الغرب في الوسط الفني.

## أمثلة عن مغنين مؤلفين
- مروان خوري ،مغن مؤلف من لبنان
- ليديا كنعان ⁦،مغنية مؤلفة من لبنان
- روني جيلبرت ،مغنية مؤلفة من الولايات المتحدة
- كيم نامجون ، مغن مؤلف من كوريا الجنوبية
- حاتم عمور ، مغن مؤلف من المغرب
- الدوزي ،مغن مؤلف من المغرب